# 枚方市立長尾西中学校
枚方市立長尾西中学校（ひらかたしりつ ながおにしちゅうがっこう）は、大阪府枚方市長尾谷町一丁目にある公立中学校。

## 沿革
地域の宅地化により、枚方市立長尾中学校より分離する形で1986年に開校した。
2010年入学の1年生より学年進行で通学区域を変更する。1つの市立小学校からは同じ市立中学校に進学できるように市全域で中学校校区を再編した枚方市教育委員会の措置に伴うものである。
校区変更により、従来の校区の一部を枚方市立杉中学校校区に分離し、また従来の枚方市立長尾中学校校区の一部を校区に編入している。
従来は杉中学校・長尾西中学校の2中学校へ分かれて進学していた枚方市立藤阪小学校校区は全域が杉中学校の校区となり、また従来は長尾中学校・長尾西中学校の2中学校へ分かれて進学していた枚方市立西長尾小学校校区は全域が長尾西中学校校区となった。

## 通学区域
- 枚方市立田口山小学校と枚方市立西長尾小学校の通学区域全域（2010年度以降）。

※2009年度までは、田口山小学校校区全域、西長尾小学校校区の一部、藤阪小学校校区の一部が通学区域だった。

## 交通
- 京阪バス 長尾谷町バス停。
- 片町線（学研都市線） 長尾駅 西へ約1.8km。